# Liste der Universitäten in Saudi-Arabien
Die Liste der Universitäten in Saudi-Arabien führt staatliche und private Universitäten und andere Hochschulen in Saudi-Arabien auf:
| Universität / Hochschule                                            | Website                    | Gründung (Jahr) | Standort (Provinz)            | Mitarbeiter (2013) | Studenten (2013) | Status    |
| ------------------------------------------------------------------- | -------------------------- | --------------- | ----------------------------- | ------------------ | ---------------- | --------- |
| König-Saud-Universität                                              | www.ksu.edu.sa             | 1957            | Riad                          | 6.322              | 61.412           | Staatlich |
| Islamische Universität Imam Muhammad ibn Saud                       | www.imamu.edu.sa           | 1974            | Riad                          | 3.426              | 97.331           | Staatlich |
| Saudi Electronic University                                         | www.seu.edu.sa             | 2011            | Riad                          | 56                 | 5.330            | Staatlich |
| Salman bin Abdulaziz University                                     | www.sau.edu.sa             | 2009            | Al-Kardsch                    | 1.850              | 23.519           | Staatlich |
| Princess Nora bint Abdul Rahman University                          | www.pnu.edu.sa (engl.)     | 1970            | Riad                          | 1.767              | 39.610           | Staatlich |
| King Saud bin Abdulaziz University for Health Sciences              | www.ksau-hs.edu.sa         | 2005            | Riad                          | 735                | 3.780            | Staatlich |
| Shaqra University                                                   | www.su.edu.sa              | 2010            | Shagra                        | 1.643              | 19.308           | Staatlich |
| Al Majma'ah University                                              | http://mu.edu.sa/          | 2010            | Al Majma'ah                   | 1.123              | 20.092           | Staatlich |
| König-Abdulaziz-Universität                                         | www.kau.edu.sa             | 1967            | Dschidda                      | 7.072              | 177.234          | Staatlich |
| Umm-al-Qura-Universität                                             | www.uqu.edu.sa             | 1979            | Mekka                         | 4.295              | 79.845           | Staatlich |
| Taif University                                                     | www.tu.edu.sa              | 2004            | Ta'if                         | 2.538              | 51.941           | Staatlich |
| Al Jawf University                                                  | www.ju.edu.sa              | 2005            | Sakakah                       | 962                | 21.576           | Staatlich |
| Jazan University                                                    | www.jazanu.edu.sa          | 2005            | Dschazan                      | 2.921              | 50.356           | Staatlich |
| University of Hail                                                  | www.uoh.edu.sa             | 2006            | Ha'il                         | 1.231              | 39.211           | Staatlich |
| Al Baha University                                                  | www.bu.edu.sa              | 2006            | Al-Baha                       | 1.226              | 27.344           | Staatlich |
| Najran University                                                   | www.nu.edu.sa              | 2006            | Nadschran                     | 1.160              | 17.114           | Staatlich |
| Northern Borders University                                         | www.nbu.edu.sa             | 2007            | Arar                          | 1.643              | 19.308           | Staatlich |
| Tabuk University                                                    | www.ut.edu.sa              | 2006            | Tabuk                         | 1.462              | 30.578           | Staatlich |
| King Fahd University for Petroleum and Minerals                     | www.kfupm.edu.sa           | 1963            | Dhahran                       | 1.026              | 10.124           | Staatlich |
| Qassim University                                                   | www.qu.edu.sa              | 2004            | Al-Kassim                     | 3.446              | 63.727           | Staatlich |
| University of Dammam                                                | www.ud.edu.sa              | 1975            | Dammam                        | 2.692              | 40.301           | Staatlich |
| King Faisal University                                              | www.kfu.edu.sa             | 1975            | Al Ahsa                       | 1.511              | 134.942          | Staatlich |
| King Khalid University                                              | www.kku.edu.sa             | 1998            | Abha                          | 3.377              | 59.225           | Staatlich |
| Islamische Universität Medina                                       | www.iu.edu.sa              | 1961            | Medina                        | 710                | 17.177           | Staatlich |
| Taibah University                                                   | www.taibahu.edu.sa         | 2005            | Medina                        | 1.521              | 61.401           | Staatlich |
| König-Abdullah-Universität für Wissenschaft und Technologie         | www.kaust.edu.sa           | 2009            | Thuwal                        |                    |                  |           |
| Technical Trainers College                                          | www.ttcollege.edu.sa       | 2009            | Riad                          |                    |                  |           |
| Arab Open University                                                | www.arabou.org.sa          | 2002            | Riad, Dschidda, Dammam        | 85                 | 22.550           | privat    |
| Prince Sultan University                                            | www.psu.edu.sa             | 1999            | Riad                          | 288                | 3.579            | privat    |
| Al Yamamah University                                               | www.alyamamah.edu.sa       | 2004            | Riad                          | 98                 | 2.379            | privat    |
| Arab East Colleges                                                  | www.arabeast.edu.sa,       | 2008            | Riad                          | 38                 | 771              | privat    |
| Riyadh College of Dentistry and Pharmacy                            | www.riyadh.edu.sa,         | 2004            | Riad                          | 121                | 3.119            | privat    |
| Al Farabi College of Dentistry and Nursing                          | www.alfarabi.edu.sa,       | 2009            | Riad                          | 111                | 1.773            | privat    |
| Dar Al Uloom University                                             | www.dau.edu.sa             | 2005            | Riad                          | 85                 | 2.684            | privat    |
| Alfaisal University                                                 | www.alfaisal.edu           | 2007            | Riad                          | 93                 | 1.470            | privat    |
| Almaarefa College for Science and Technology                        | www.mcst.edu.sa            | 2008            | Riad                          | 101                | 2.172            | privat    |
| Prince Sultan College For Tourism and Business                      | www.pscj.edu.sa            | 2007            | Dschidda                      | 42                 | 734              | privat    |
| Effat University                                                    | www.effatuniversity.edu.sa | 1999            | Dschidda                      | 85                 | 2.359            | privat    |
| Dar Al-Hekma College                                                | www.daralhekma.edu.sa      | 1999            | Dschidda                      | 419                | 1.471            | privat    |
| College of Business Administration (CBA)                            | www.cba.edu.sa,            | 2000            | Dschidda                      | 148                | 4.668            | privat    |
| Prince Sultan Aviation Academy                                      | http://fo.sv.net/psaa      | 2004            | Dschidda                      |                    |                  |           |
| Jeddah College of Technology                                        | www.jct.edu.sa             | 1987            | Dschidda                      |                    |                  |           |
| Jeddah Teacher’s College                                            | www.jtc.edu.sa             |                 | Dschidda                      |                    |                  |           |
| College of Telecom & Electronics                                    |                            |                 | Dschidda                      |                    |                  |           |
| Jeddah Private College                                              |                            |                 | Dschidda                      |                    |                  |           |
| Jeddah College of Health Care                                       |                            |                 | Dschidda                      |                    |                  |           |
| Ibn Sina National College for Medical Studies                       | http://ibnsina.edu.sa      |                 | Dschidda                      | 231                | 2.794            | privat    |
| Batterjee Medical College                                           | www.bmc.edu.sa             | 2005            | Dschidda                      | 205                | 1.990            | privat    |
| Dammam College of Technology                                        | www.dct.gotevot.edu.sa     |                 | Dammam                        |                    |                  |           |
| Dammam Community College                                            | www.dcc.edu.sa             |                 | Dammam                        |                    |                  |           |
| Prince Sultan Military College of Health Sciences                   | www.psmchs.edu.sa          | 1988            | Dhahran                       | 99                 | 1.113            | andere H. |
| Al Ahsa College of Technology                                       | www.act.edu.sa             |                 | Al Ahsa                       |                    |                  |           |
| University College of Jubail                                        | www.ucj.edu.sa             | 2006            | al-Dschubail                  | 192                | 3.024            | andere H. |
| Jubail Industrial College                                           | www.jic.edu.sa             | 1978            | al-Dschubail                  | 295                | 4.426            | andere H. |
| Jubail Technical College                                            | www.jti.edu.sa             | 2005            | al-Dschubail                  | 88                 | 1.390            | andere H. |
| Qatif College of Technology                                         | tvtc.gov.sa                | 2006            | Katif                         |                    |                  |           |
| Mohammed-bin-Fahd Universität (Prince Mohammad bin Fahd University) | www.pmu.edu.sa             | 2006            | al-Chubar                     | 192                | 3.592            | privat    |
| Al-Kharj University                                                 | www.ku.edu.sa              | 2010            | Al-Kardsch                    |                    |                  |           |
| Hafr Al-Batin Community College                                     | www.hbcc.edu.sa            | 1999            | Hafr Al-Batin                 |                    |                  |           |
| Madinah College of Technology                                       | www.mct.edu.sa             | 1996            | Medina                        |                    |                  |           |
| Yanbu Industrial College                                            | www.yic.edu.sa             | 1989            | Yanbu                         | 322                | 4,087            | andere H. |
| Yanbu University College                                            | www.yuc.edu.sa             | 2005            | Yanbu                         | 184                | 2.862            | andere H. |
| Prince Sultan College for Tourism and Business                      |                            |                 | Abha                          | 39                 | 563              | privat    |
| College of Food and Environment Technology in Buraydah              | www.tvtc.gov.sa            | 2000            | Buraydah                      | 237                | 3.049            | privat    |
| Sulaiman Al Rajhi University                                        | www.sr.edu.sa/en           | 2009            | Bakireya                      | 23                 | 121              | privat    |
| Fahd bin Sultan University                                          | http://www.fbsu.edu.sa/    | 2003            | Tabuk                         | 60                 | 1.704            | privat    |
| Institute of Public Administration                                  | www.ipa.edu.sa             |                 | Riad, Dschidda, Mekka, Dammam | 645                | 2.763            | andere H. |